# Cathédrale Saint-Barnabé de Nottingham
La cathédrale Saint-Barnabé de Nottingham est un édifice religieux catholique de Nottingham qui est également la cathédrale du diocèse de Nottingham en Angleterre.
Elle est située au croisement de la route de Derby et de North Circus Street.

## Histoire
La cathédrale est bâtie entre 1841 et 1844, 15 ans après le Roman Catholic Relief Act de 1829 qui met fin à la plupart des restrictions et discriminations imposées aux catholiques du Royaume-Uni, coûtant alors 15 000 livres sterling (équivalent à 1 210 000 en 2012). Une partie importante de ce coût est payée par le Comte de Shrewsbury.
L'architecte est Augustus Pugin, célèbre pour avoir dessiné l'intérieur du palais de Westminster. Elle est construite dans le style néogothique anglais, bien qu'en contraste, la chapelle du Saint Sacrement soit très richement décorée.
Pugin est retenu comme architecte par le révérend Robert Willson (en), alors prêtre responsable de Nottingham. En 1842, celui-ci fut nommé évêque électeur de Hobart en Tasmanie, laissant le travail inachevé.
Après le rétablissement de la hiérarchie catholique au Royaume-Uni en 1850, par décret du pape Pie IX, l'église fut élevée au rang de cathédrale en 1852, devenant ainsi une des quatre premières cathédrales catholiques en Angleterre et au Pays de Galles depuis la Réforme protestante.
Le clergé de la cathédrale sert également les églises de Notre-Dame, Saint-Patrick et Saint-Augustin.

## Architecture
La basilique cruciforme à trois nefs se distingue surtout à l'extérieur par sa tour de croisée carrée surmontée d'une haute flèche et de tourelles d'angle. 
À l'intérieur, sous la charpente en bois ouverte, la structure architecturale est soulignée par un cadre clair avec de rares accents de couleur. La croix triomphale (crucifix monumental) dans l'arc du chœur ainsi que d'autres sculptures et peintures murales datant de l'époque de la construction s'y distinguent nettement. La décoration aux couleurs vives et aux reflets dorés de l'ensemble de l'espace, voulue par Augustus Pugin, ne se retrouve entièrement que dans la chapelle du Saint-Sacrement.

## Galerie

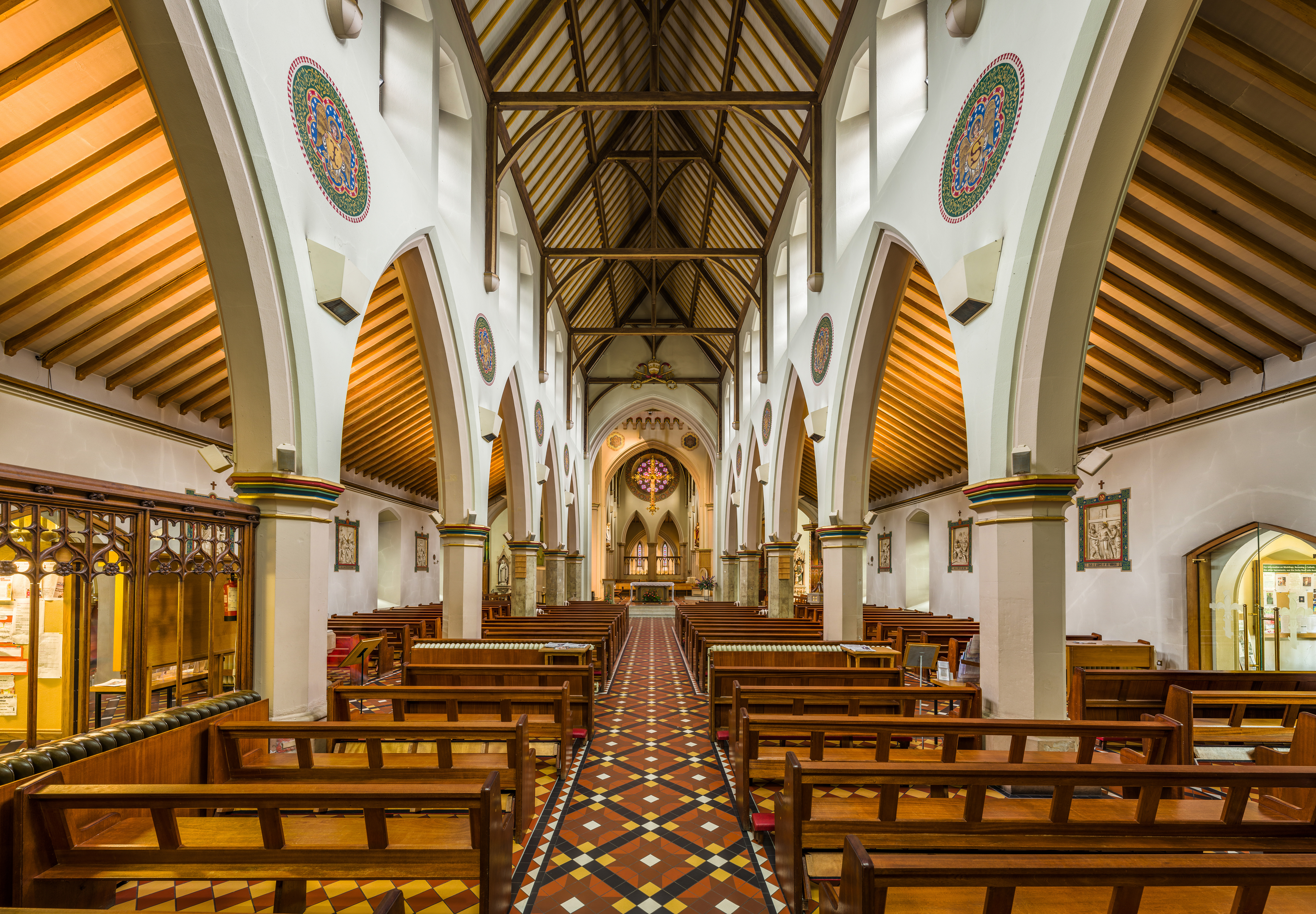
Nefs vers le chœur.
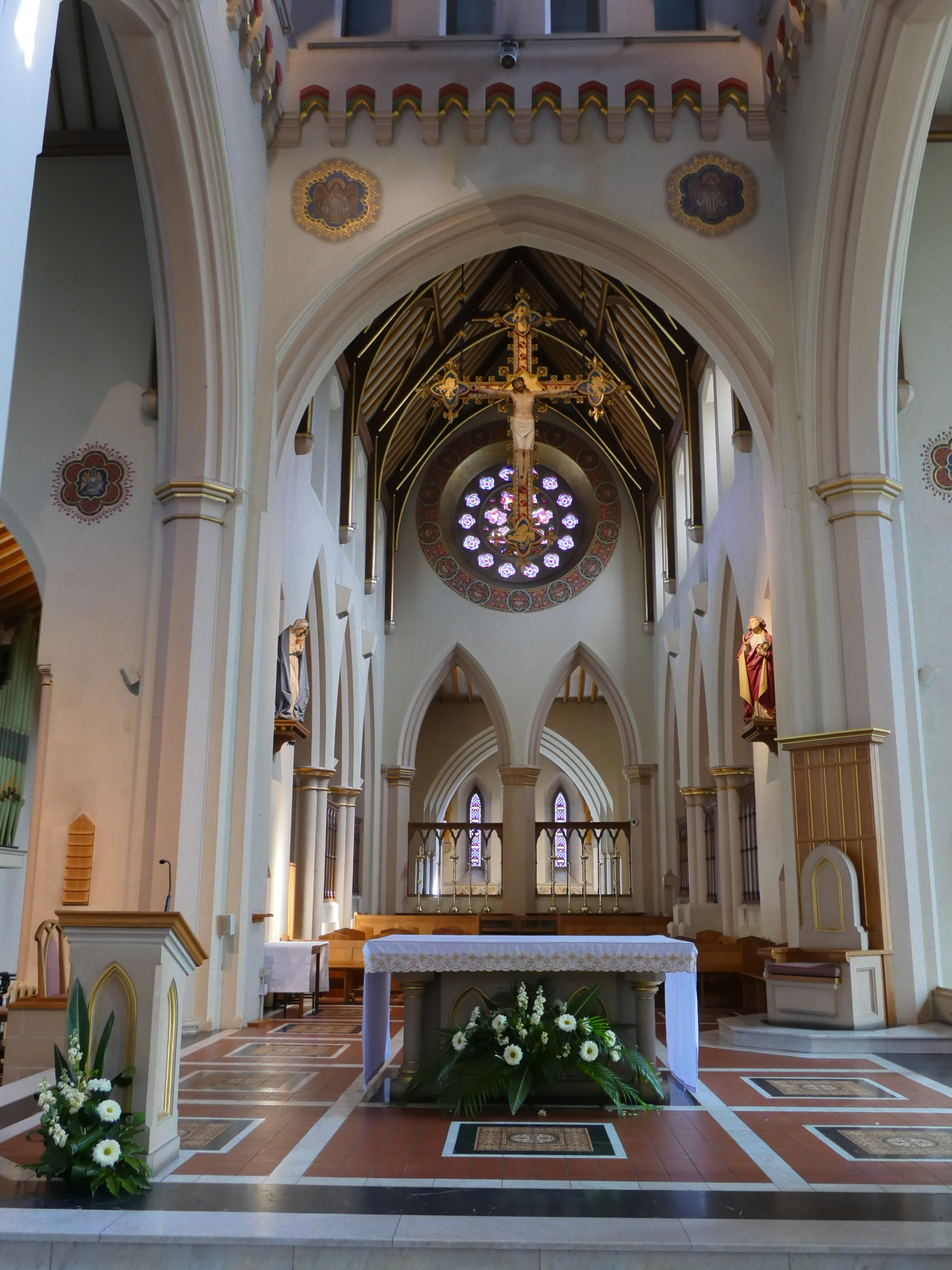
Maître-autel et croix triomphale.
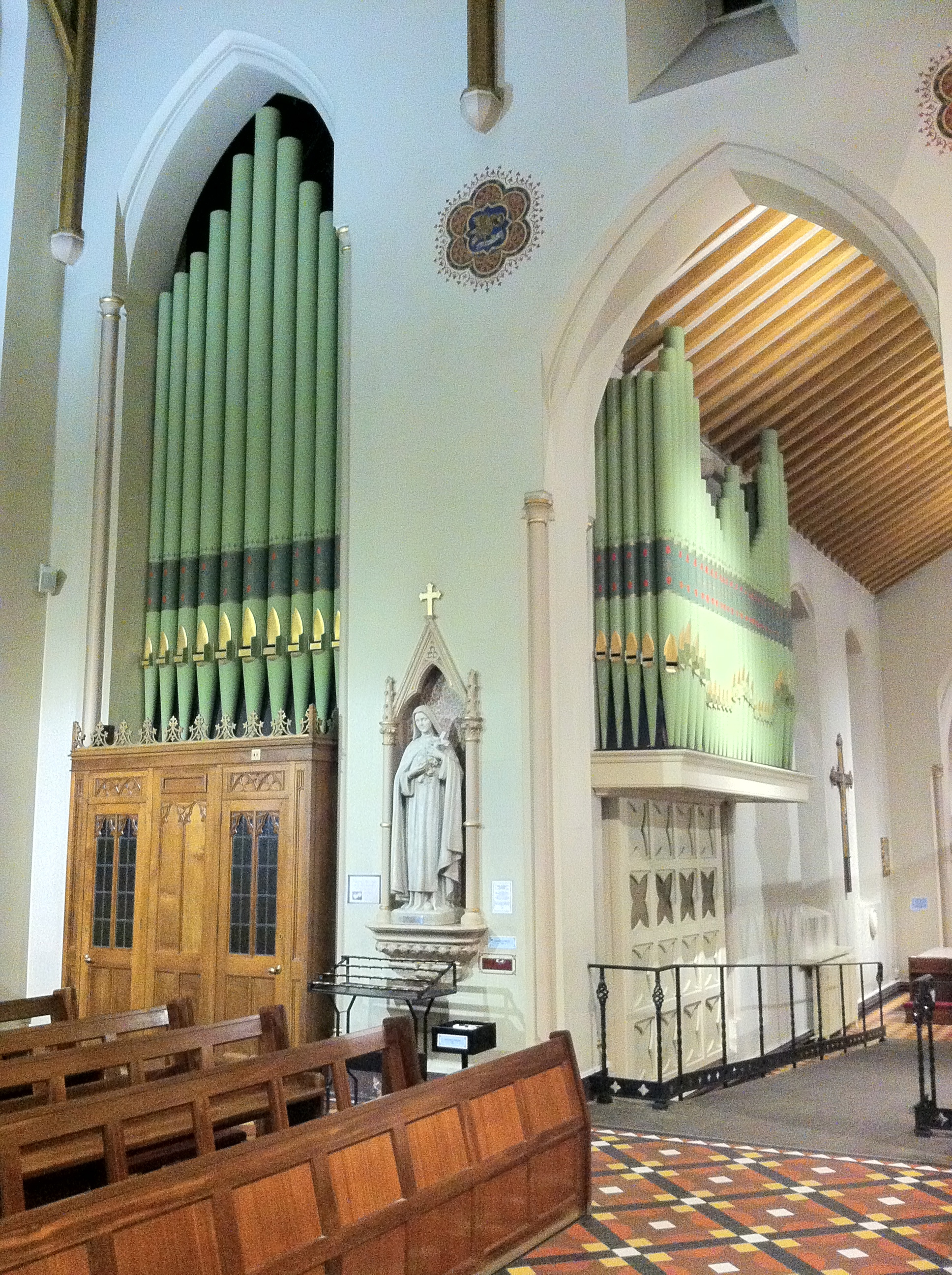
Orgue.
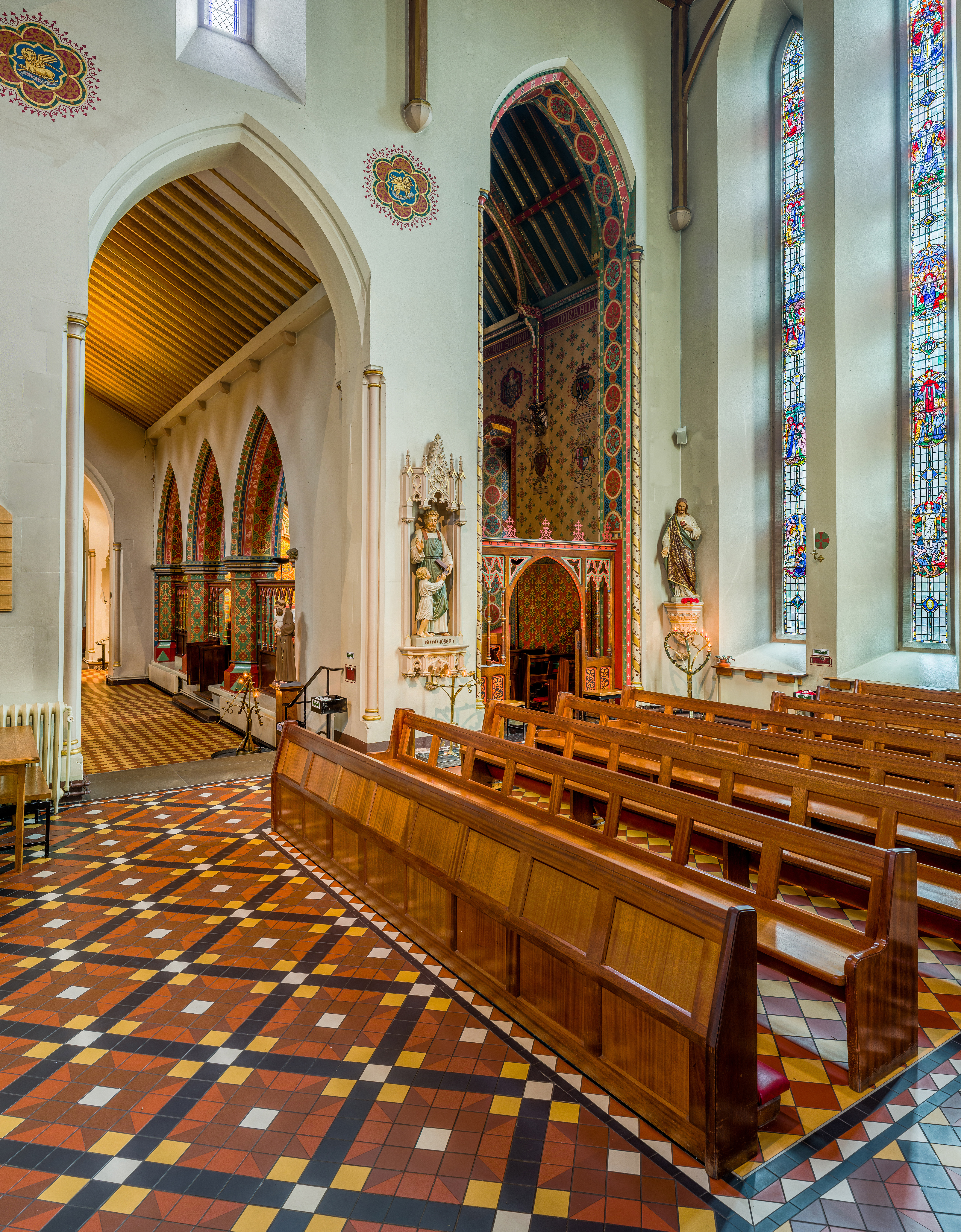
Transept.
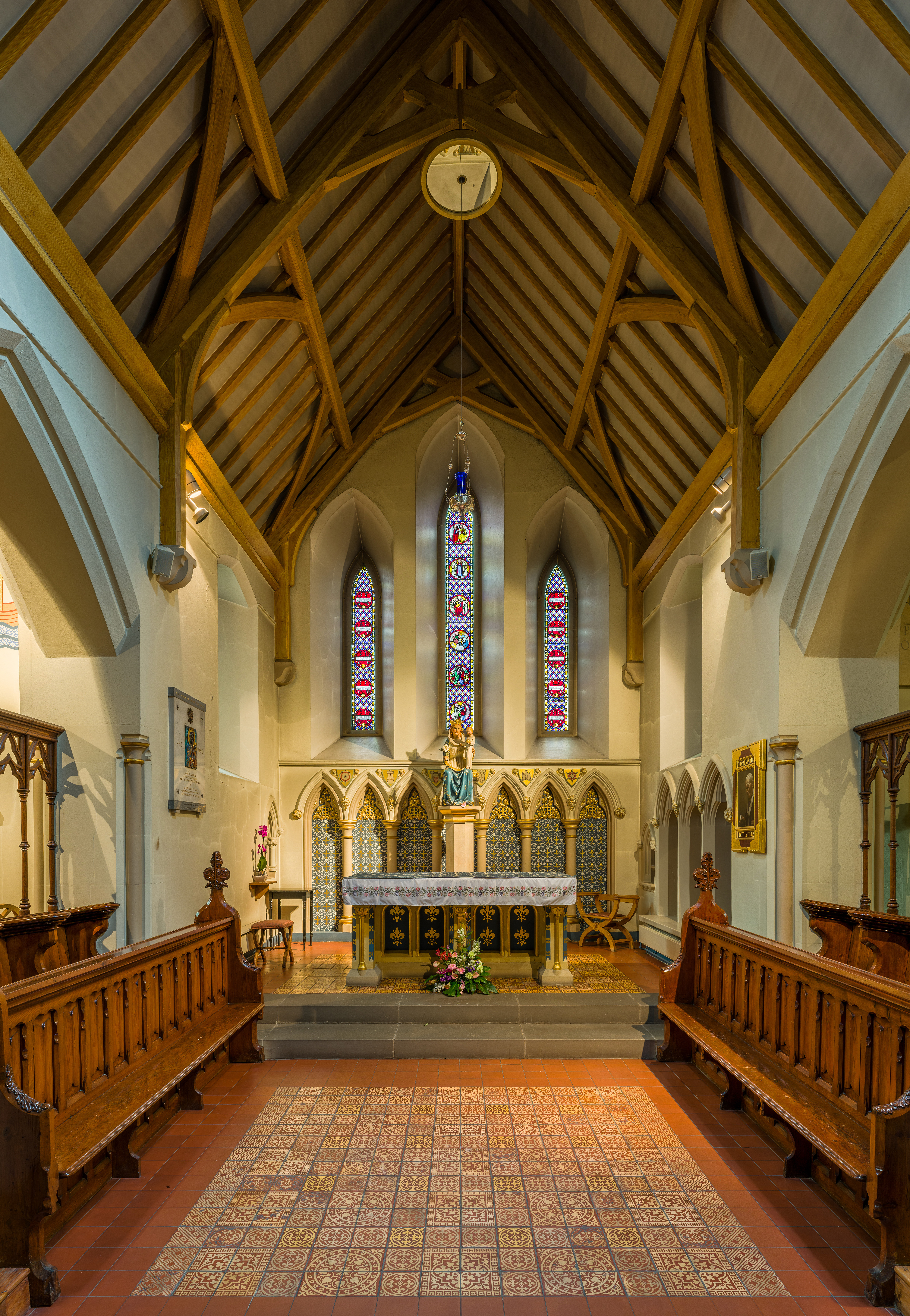
Chapelle Notre-Dame.

## Source
- (en) Cet article est partiellement ou en totalité issu de l’article de Wikipédia en anglais intitulé « Nottingham Cathedral » (voir la liste des auteurs).